# Krasnaja (Ledjanaja)
Die Krasnaja (russisch Красная; „roter Fluss“) ist ein etwa 52 km langer linker Nebenfluss der Ledjanaja auf der Taimyrhalbinsel in Nord-Sibirien, im äußersten Norden der russischen Region Krasnojarsk.

## Verlauf
Die Krasnaja verläuft im Byrrangagebirge. Sie hat ihren Ursprung in dem 100 ha großen Bergsee Krasnoje. Sie fließt anfangs 7 Kilometer nach Nordosten, anschließend 18 Kilometer nach Osten. Etwa ab Flusskilometer 26 wendet sich die Krasnaja allmählich nach Süden. Sie durchquert den 15 km langen Loewinson-Lessing-See, der an einer geologischen Verwerfung liegt, in südlicher Richtung und erreicht nach weiteren zwei Kilometern die nach Osten fließende Ledjanaja, ein Zufluss des Taimyrsees. Die Krasnaja bildet auf ihrem Flusslauf die nordwestliche Grenze eines der vier Sektoren des Naturschutzgebietes Taimyrski Sapowednik.

## Einzugsgebiet
Die Krasnaja entwässert ein etwa 494 km² großes Gebiet. Das Einzugsgebiet grenzt im Osten an das der abstrom gelegenen Ledjanaja, im Norden an das der Ugolnaja, ein Zufluss der Unteren Taimyra, im Westen an das der Großen Bootankaga, ein Zufluss der Oberen Taimyra, sowie im Süden an das der oberstrom gelegenen Ledjanaja.

## Hydrologie
Die Flüsse der Region sind gewöhnlich zwischen Oktober und Anfang Juni eisbedeckt.